# Epik High
Epik High (Hangul: 에픽 하이) là nhóm nhạc hip-hop từ Seoul - Hàn Quốc, gồm 3 thành viên là DJ Tukutz, Tablo và Mithrajin.

## Tiểu sử

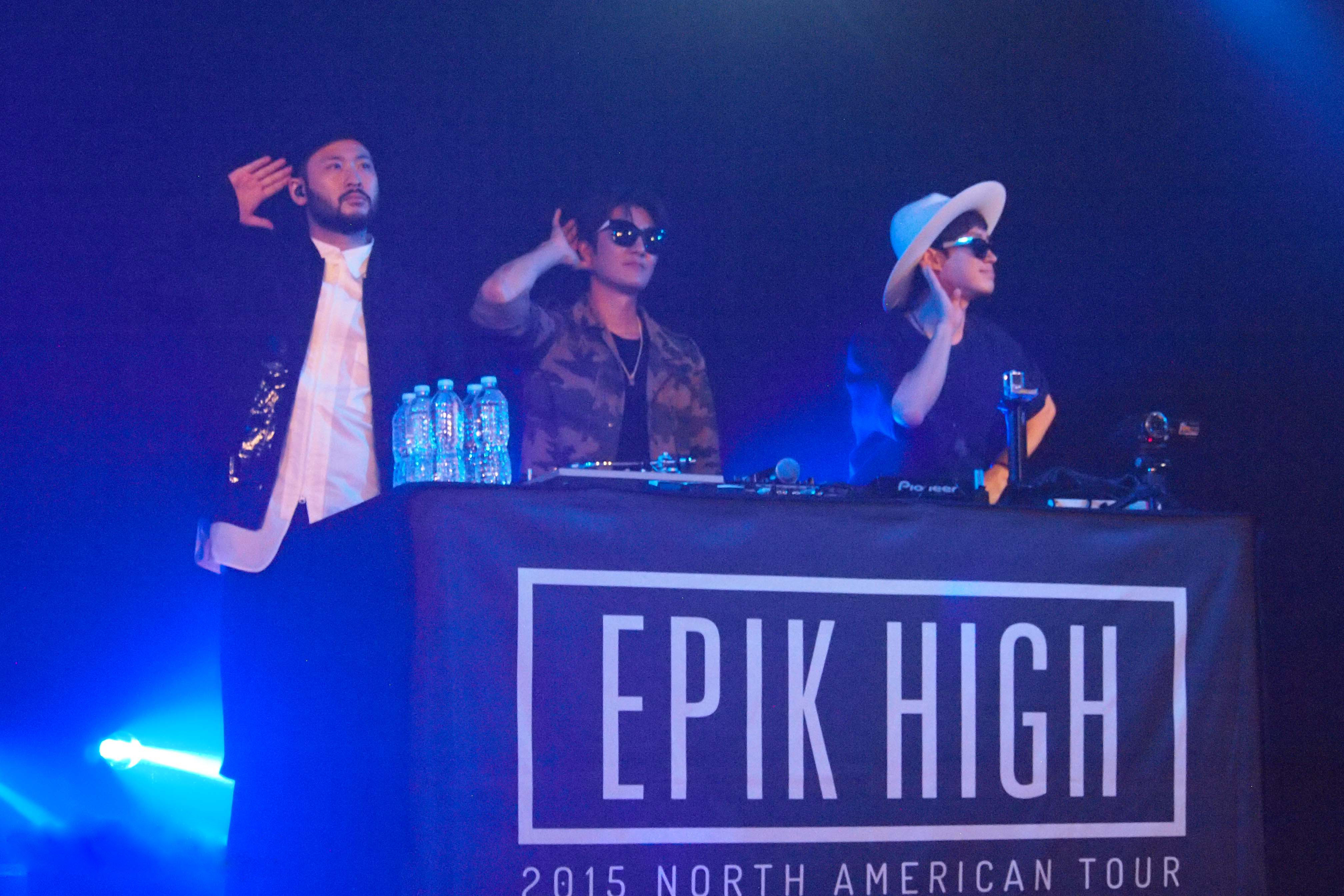
Epik High performing in New York City during their 2015 North American Tour
From left: Mithra Jin, DJ Tukutz, Tablo

Epik High đã có một khởi đầu có thể nói là không thuận lợi. Vào năm 2003, họ cho ra album đầu tay Map of the Human Soul, album không được thành công, thể loại nhạc này của họ vẫn còn khó nghe đối với những người Hàn. Đến album thứ hai High Society, nhóm đã biết chú trọng hơn vào thị trường, phát triển và hoàn thiện phong cách của mình, album này đã đạt được bước đầu thành công. Công chúng đã biết đến họ như một nhóm nhạc đang dần nổi tiếng. Hai album Swan Songs, Black Swan Songs và album tự sáng tác Remapping the Human Soul là những kiệt tác hoàn hảo của phong cách Hip-Hop hiện đại với những single vô cùng nổi tiếng như: "Fly", "Paris", "Fan" và "Love love love" đã đánh dấu bước ngoặt lớn trong sự nghiệp âm nhạc của họ. Epik High liên tục đứng đầu các bảng xếp hạng, đưa họ trở thành ban nhạc hip Hop nổi tiếng nhất Hàn Quốc. Album thứ tư Remapping the Human Soul ngay trong tháng đầu tiên ra mắt, đã tiêu thụ được 90.000 đĩa. Single One của album thứ 5 với sự tham gia của Jisun, cũng đã 2 lần đứng đầu bảng xếp hạng Chart của Hàn Quốc.
Các bài hát trong Album của Epik High được sáng tác bởi chính họ, mỗi bài hát mang những nội dung rất sâu xa và lắng đọng, nhưng lại có 1 phong cách rất nổi loạn. Các bài hát của họ luôn đề cập đến những vấn đề bạo lực xã hội, thất tình, chính trị, giáo dục, v.v... rất dễ nghe và dễ hiểu qua cách thể hiện mỗi bài hát bằng thể loại hip hop.

## Thành viên

### Tablo
Tên thật: Lee Sun-Woong (이선웅)
Nickname: Supreme T
Sinh ngày: 22/07/1980
Xuất thân: Seoul - Korea
Trường phái âm nhạc: Hip-Hop
Là Rapper, nhạc sĩ của band
Phát triển âm nhạc từ năm 2003
Trực thuộc công ty: WOOLLIM Entertainment, CJ Music
Tham gia các nhóm: Epik High, Anyband, Eternal Morning, Blac Bakery
Đã tốt nghiệp đại học Stanford (Chuyên ngành văn học Anh)
Nhạc cụ đã học: Piano (6 tuổi), Violin (trong 10 năm)
Sở thích: Âm nhạc, game, sách và phim
Nghệ sĩ yêu thích: Marvin Gaye, Nas, Loveholic, Nell, Kim Tae-woo
Đã tham gia:
Phim: 2007: High kick I (Người đàn ông thích sự cân đối)
- 2002: "New Joint (Remix)" (DJ Honda and PMD)
- 2002: "Wow Who!" (The Konexion Compilation)
- 2002: "삶의 고통" (Project X oST)
- 2002: "유서" (TBNY featuring Epik High)
- 2003: "동네 한 바퀴 Massmediah Version" (CB MASS featuring Epik High)
- 2003: "Ballin' 2k3 (VIP Remix)" (Joosuc featuring Epik High)
- 2004: "이보다 더" (Keeproots featuring Epik High)
- 2004: "Bullgogi DJ" (UnknownDJs featuring Epik High)
- 2004: "Sky High" (Nonstop 4 soundtrack)
- 2004: "실례합니다" (Dynamic Duo featuring DJ Wrecks, Tablo)
- 2004: "왜 또" (Kim Bum Soo featuring Epik High)
- 2004: "My Groove" (Rain featuring Tablo)
- 2004: "夢送 (몽송)" (MC Mong featuring Epik High)
- 2004: "Tell Me" (BK! featuring Epik High)
- 2004: "My Life 나의 삶" (D.O featuring Epik High)
- 2004: "힙합구조대" (D.O featuring Epik High, Joosuc, Vasco, Cho PD, Eric)
- 2005: "Let Me Love You" (M featuring Tablo)
- 2005: "Campus Love Story" (Cho PD featuring Tablo)
- 2005: "The City" (Lena Park featuring Tablo)
- 2006: "집번호를 준다는 것은" (Movie Soundtrack Lovestory featuring Epik High and Lyn)
- 2006: "회상" (Kim Jong Kook featuring Epik High)
- 2006: "Love Mode" (Clazziquai featuring Tablo)
- 2006: "열" (Lee Jung featuring Tablo)
- 2006: "L.I.E." (TBNY featuring Epik High)
- 2006: "차렷!" (TBNY featuring Tablo, Dynamic Duo)
- 2006: "School of Hip-hop" (Gaknaguene featuring Tablo, Garion)
- 2006: "내일은 오니까" (P&Q featuring Tablo)
- 2006: "Never Know" (Lim Jeong Hee featuring Tablo)
- 2006: "I'm Coming" (Rain featuring Tablo)
- 2006: "N.I.C.E." (Infinity Flow featuring Epik High, Jinbo)
- 2006: "Rain Bow" (Infinity Flow featuring Tablo, JW of Nell)
- 2006: "최면" (Bobby Kim featuring Tablo)
- 2007: "너와 나" (Wanted featuring Epik High)
- 2007: "The 'M' style" (M featuring Tablo)
- 2007: "It's All Over Anyway" (Kang Kyun Sung featuring Tablo)
- 2007: "내리막" (Verbal Jint featuring Tablo, Mithra Jin)
- 2008: "I Love U" (Navi featuring Tablo)

### Mithra Jin
Tên thật: Choi Jin (최진)
Sinh ngày: 6/1/1983
Xuất thân: Seoul - Korea
Thể loại nhạc: Hip-Hop
Là Rapper, nhạc sĩ của band.
Bắt đầu sự ngiệp: 2003
Trực thuộc công ty: WOOLLIM Entertainment, CJ Music
Đã từng học hết trung học Gwangmyung
Sở thích: Game, âm nhạc và phim
Nghệ sĩ yêu thích: Rakim, Cunninlynguists, Kim Beom-soo, Hweesung

### DJ Tukutz
Tên thật: Kim Jung-Sik (김정식)
Nickname: Street T
Sinh ngày: 19/11/1981
Xuất thân: Seoul - Korea
Trực thuộc công ty: WOOLLIM Entertainment, CJ Music
Đã từng tốt nghiệp trường Technics DJ
Là DJ, nhạc sĩ của nhóm. Từng làm việc trong các hộp đêm ở Boston và New York.
Sở thích: Sản xuất nhạc, xem phim và web design
Nghệ sĩ yêu thích: Dilated Peoples, D-Styles, Primo, Triple Threat DJs

## Album
- Map of the Human Soul
- Ngày phát hành: 21/10/2003
- Single: "Free Love", "I remember"
- Tracklist:

1 - Go
2 - 풍파 (feat. 한상원)
3 - I Remember (feat. Kensie)
4 - 하늘에게 물어봐 (feat. Dynamic Duo còn gọi là. 최자와 개코)
5 - 10년 뒤에 (Dear Me) (feat Leeds)
6 - Lesson One (Tablo's Word)
7 - 그녀가 불쌍해 (feat. Lyn)
8 - Street Lovin' (feat. Joosuc)
9 - Love Song (feat. 박선웅 Of 남궁연 악단)
10 - 고독 恨 사랑 (Mithra's Word)
11 - Free Love
12 - Get High
13 - 유서 (feat. TBNY)
14 - 막을내리며 (Dedication)
15 - Watch Ya Self (feat. 디기리, Yankie, Double K - Hidden Track)
- Vol_2: High Society
- Ngày phát hành: 25/07/2004
- Single: "평화의 날"(Peace Day), "혼자라도", "Lesson 2 (Sunset)"
- Tracklist:

1 - 신사들의 산책 (Good Morning)
2 - High Skool
3 - 평화의 날
4 - The Sunrise Interlude
5 - Lesson 2 (The Sunset)
6 - My Ghetto (ft. 김연우)
7 - The Basics (ft. Unknowndjs)
8 - 신사들의 절약정신 (Good Afternoon)
9 - Lady (타이틀곡)
10 - 피해망상 Part 3 (ft. TBNY)
11 - 11월1일 (ft. Kim Jae Suk Of WANTED) (November 1st)
12 - 뚜뚜루
13 - 혼자라도 (ft. Clazziquai)
14 - Daydream (사직서)
15 - Open M.I.C. (ft. Eun Ji Won, TBNY, Tweak & Dynamic Duo)
16 - 뒷담화
17 - 신사들의 몰락 (Good Evening)
18 - Bonus Track: I Remember (70s Soul Remix) (ft. Asoto Union & Kensie)
- Vol_3: Swan Songs
- Ngày phát hành: 05/05/2005
- Single: "Fly", "Paris"
- Tracklist:

1 - Innisfree (Intro)
2 - Yesterday
3 - Lesson 3 (MC)
4 - Fly
5 - Funkdamental
6 - 그녀는 몰라
7 - Ride
8 - 이별, 만남... 그 중점에서
9 - The Epikurean (Intermission)
10 - Paris
11 - Let It Rain
12 - 도시가 눈을 감지 않는 이유
13 - Follow the Flow
14 - Swan Song
15 - Goodbye (Outro)
16 - Bone Us: Elements
- Black Swan Songs
- Ngày phát hành: 13/02/2006
- Tracklist:

1 - 사진첩 (Photo album)
2 - Paris (Remix)
3 - Lesson 3 (Remix)
4 - Swan Songs (Remix)
5 - Lesson 1 (Remix)
6 - Follow The Flow (Remix)
7 - Lesson 2 (Instrumental)
8 - Fly (Instrumental)
9 - Innisfree Remix (Hidden Track)
- Vol_4: Remapping the Human Soul
- Ngày phát hành: 23/01/2007
- Single: "Love Love Love", "Fan"
- Tracklist:
- Part 1 - The Brain

1 - The End Times
2 - 白夜
3 - 알고보니
4 - 실어증
5 - Mr. Doctor
6 - Runaway
7 - Exile
8 - Still Life
9 - 피해망상 pt. 1
10 - 희생양
11 - Nocturne
12 - 혼
13 - In Peace
- Part 2 - The Heart

1 - Slave Song
2 - Flow 	
3 - Love/crime
4 - Fan
5 - 거미줄
6 - 선곡표
7 - 중독
8 - Underground Railroad (Intermission)
9 - FAQ
10 - Love Love Love
11 - Girl Rock
12 - Broken Toys
13 - 행복합니다
14 - Fly (Remix) (Hidden track - starts at 1:23)
- Vol_5: Pieces, Part One
- Ngày phát hành: 17/04/2008
- Single: "One", "Breakdown"
- Tracklist:

1 - Be
2 - Breakdown
3 - 서울, 1:13 AM
4 - One
5 - 연필깎이
6 - Girl
7 - Slave
8 - The Future
9 - 20 Fingers	
10 - Ignition
11 - Eight by Eight
12 - Décalcomanie
13 - Icarus Walks
14 - 낙화 (落花)
15 - 우산
16 - 당신의 조각들
17 - Breakdown (Supreme Mix)
18 - One (Planet Shiver Remix)

## Giải thưởng
2005
- KBS Korean Music Awards, Artist of the Year (tied)
- SBS Korean Music Awards, Artist of the Year (Hip-Hop)
- Korean Golden Disk Awards, Best Hip-Hop Artist
- Mnet KM Music Video Festival Awards, Best Hip-Hop Music Video

2007 	
- 2007 M.NET/KM Music Festival: Album of the Year (Remapping the Human Soul)
- 2007 M.NET/KM Music Festival: HipHop (Fan)

2008 	
- 17th Seoul Music Awards: Bonsang (Fan)
- 17th Seoul Music Awards: Best Album